# Euonymus verrucosus
Euonymus verrucosus är en benvedsväxtart som beskrevs av Giovanni Antonio Scopoli. Euonymus verrucosus ingår i släktet Euonymus och familjen Celastraceae. Inga underarter finns listade.

## Bildgalleri

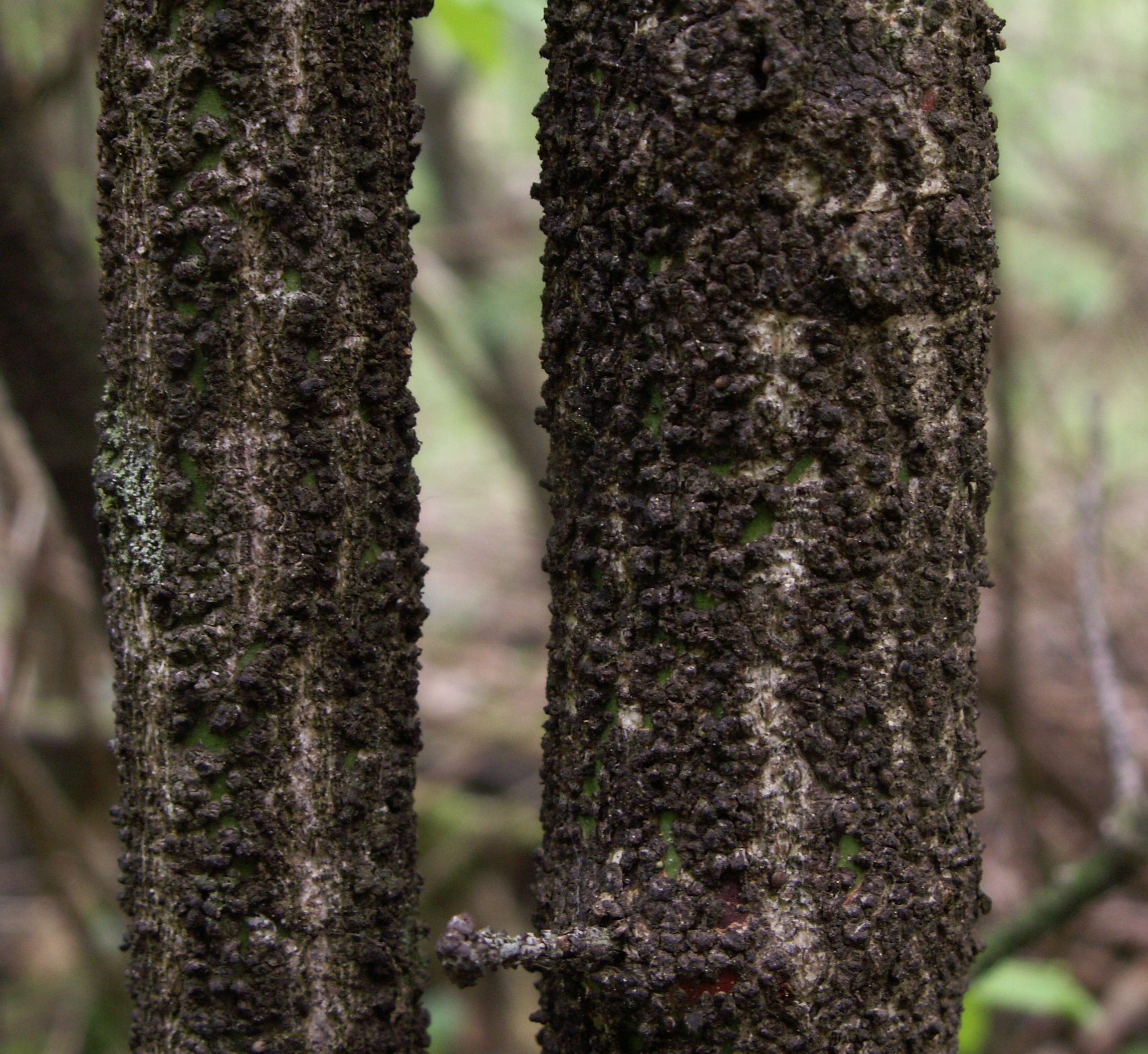
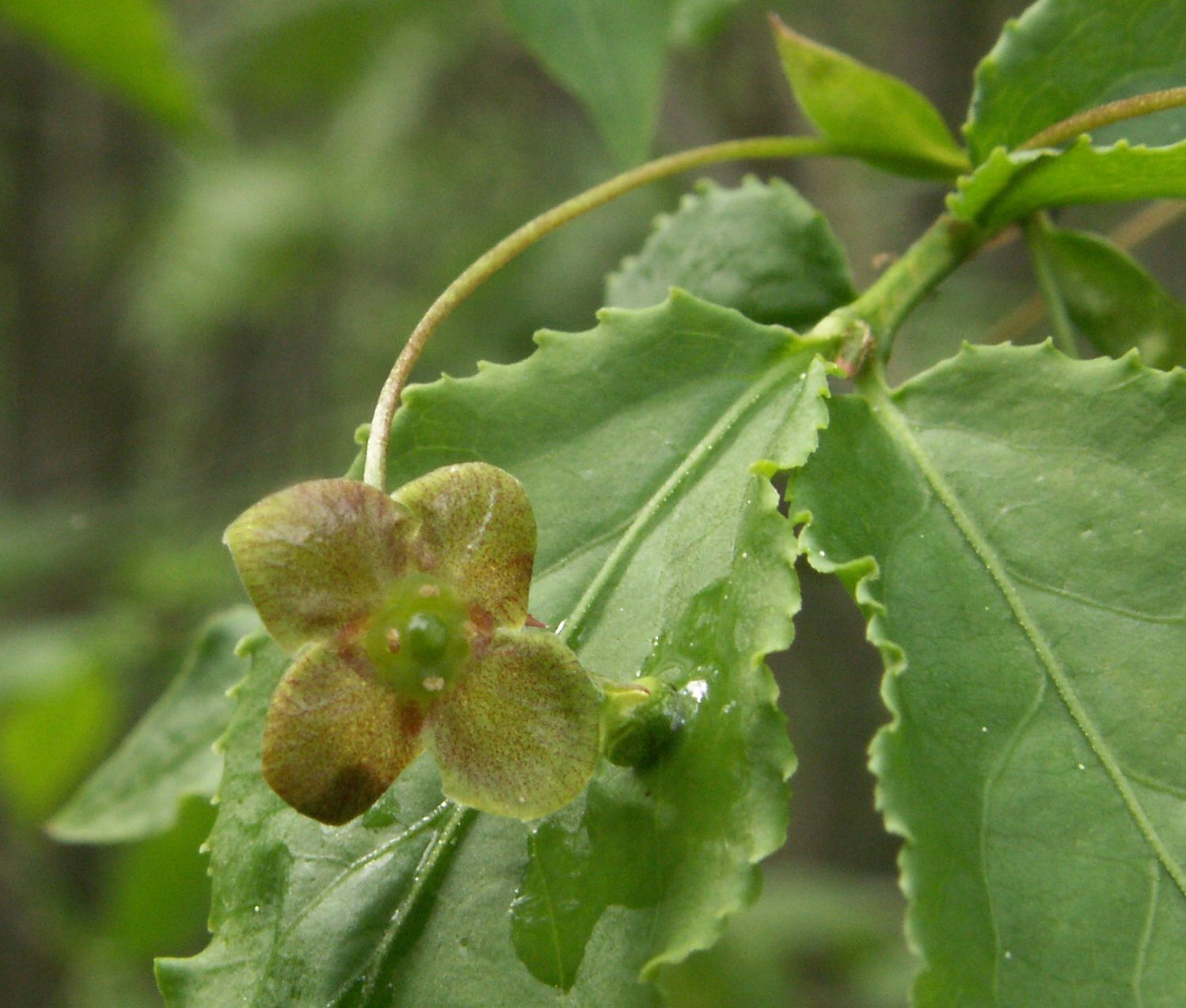
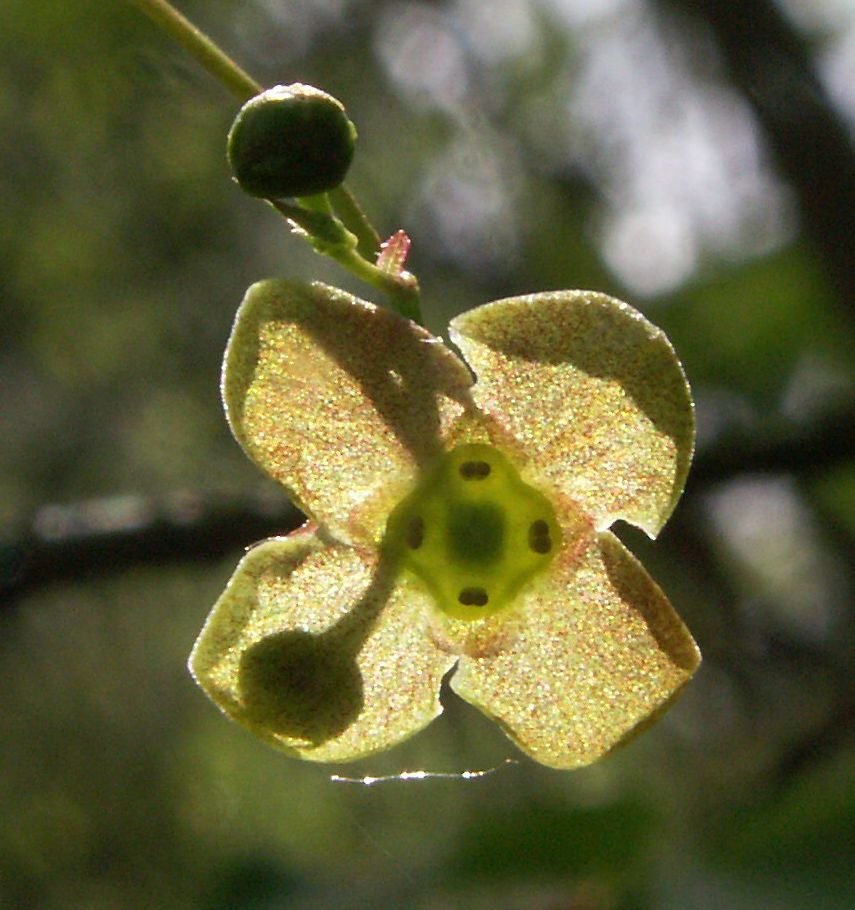